# アメリカンカジュアル
アメリカンカジュアル (American casual) とは、広義にはアメリカ風の衣料品、またはその着こなしのことである。略してアメカジとも称される。狭義には1960年代、日本で流行したアイビールック（後のアメリカン・トラディショナル）を指すこともある。

## 解説
元々は1980年代から1990年代に渋谷に集まるチーマーのアメリカ製ファッションを手本にした渋カジが全国区に広がるに従いアメリカンカジュアルと改名し、それ以前のアメリカ製ファッションも遡及した。現在では、トラディショナル・スタイル（テーラードジャケットやストレートなシルエットのズボンなど）ではなく、比較的ラフなスタイルの事を指す傾向が強いが、これはアメリカから輸入された最新のカジュアルスタイルという程度の意味しか無い同語でもあるため、最新・流行の映画やテレビドラマなどメディアの影響が顕著である。
代表的なアイテムとしては、ジーンズ、チノパン、スウェット、スニーカー、スタジアムジャンパー、ウェスタンブーツ、ダンガリーシャツ、バンダナなどがある。他にフライトジャケットを始めとしたサープラスと呼ばれる軍から払い下げられた衣料なども好んで着られる。特にジーンズはアメリカンカジュアルの枠を越えて、定番のボトムスとしてグローバルに普及している。
2000年代に入るとストリート系アメカジが流行を始め、現在に至っている。別冊宝島には1987年のサブカル・流行の1つとして渋谷カジュアルが紹介されている
なお、近年では日本各地にアメリカ直輸入を謳う古着商も多く、これらの市場に活気も見られる。

## 特徴
アメリカンカジュアルの特徴は、工業の盛んなアメリカ合衆国が普遍的にもつ合理主義により、大量生産を前提とした衣服など、スポーツウェアやワークウェアなどのラフで機能性の高い衣服によって構成されることで、フォーマルウェアのドレスダウンを基調とする欧州のイメージとは対照的である。ただ実際には、欧州人も普段から労働者層に至るまでドレスアップしている訳でもないため、明確な定義は困難である。シンプルで着やすく、動きやすいコーディネートも特徴である。
発生した文化や制服によって様々な系統が存在する。以下に代表的なものを挙げる。

### ウエスタンスタイル、ネイティブスタイル
西部開拓時代やネイティブアメリカンをモチーフにしたスタイル。ウエスタンシャツやカウチンニット等を多用する。

### カレッジスタイル
大学生のファッションから生まれた。大学名の入ったスウェットやカーディガン等を着こなす。

### サーフスタイル
アメリカ西海岸のサーファーの服装から生まれたスタイル。ゆるめに着こなすことが多い。

### バイカースタイル
バイク愛好者のファッションから生まれた。ライダージャケット等を着こなす。

### ミリタリースタイル
兵士の服装を取り入れたスタイル。機能的で武骨な感じのスタイルである。

### ワークスタイル
労働者のファッションから生まれた。ジーンズといったデニムパンツもここから来ている。アメリカーナ（英語: americana）、アメリカンヘリテージ（英語: american heritage）とも。